# Park Transwijk
Park Transwijk is een stadspark in de Nederlandse stad Utrecht.
Het park is tussen 1956 en 1964 aangelegd, tegelijk met de bouw van de zuidwestelijke wijken Transwijk en Kanaleneiland. Bij de inrichting werd een strakke vormgeving gehanteerd. In 2001 is het park opnieuw ingericht.
In het park bevindt zich onder meer een kinderboerderij. Verder wordt het park gebruikt voor evenementen zoals het Bevrijdingsfestival. Vanaf  1963 tot de sluiting in 2015 kregen kinderen uit de regio in de Verkeerstuin van het park les in verkeerssituaties. 